# De Drakentroon
De Drakentroon (Engels: The Dragonbone Chair) is een boek van Tad Williams en naar het Nederlands vertaald door Max Schuchart. Het is het eerste deel uit de serie Heugenis, Smart en het Sterrenzwaard.

## Verhaal
Het verhaal gaat over de jonge Simon die op het kasteel de Hayholt een keukenhulpje is. Simon droomt ervan een groot strijder of machtig tovenaar te worden. Op een gegeven moment krijgt hij echter de kans om leerling van de tovenaar Morgenes te worden. Die wil hem geen magie leren, maar wel lezen, schrijven en logisch nadenken. Wat Simon niet weet, is dat er in zijn land grote veranderingen op komst zijn. De oude koning Prester John overlijdt en zijn zoon Elias volgt hem op.
Elias laat zich beïnvloeden door de schijnheilige priester Pryrates, die zich in werkelijkheid met duistere magie bezighoudt. Elias en Pryrates graven het magische zwaard Smart op en sluiten een verbond met de kwaadaardige Stormkoning. Deze koning is niemand minder dan Ineluki, de onsterfelijke leider van de Nornen. De Nornen zijn een soort Elven, net als hun verwanten de Sithi. Vele eeuwen geleden zijn er door een geschil echter twee groepen ontstaan. De volgelingen van Ineluki zijn kwaadaardig tegenover de mensheid en proberen de macht in heel Osten Ard over te nemen. Elias en Pryrates helpen hen hierbij. Elias' broer Jozua Eenhand komt tegen hem in opstand, en ook Elias' dochter Prinses Miriamele sluit zich bij het verzet aan. Simon raakt in hun strijd verwikkeld als hij ontdekt dat Jozua in de grotten onder de Hayholt wordt vastgehouden. Samen met Morgenes bevrijdt Simon Jozua, maar Pryrates en Elias ontdekken dit. Morgenes wordt gedood en Simon weet maar op het nippertje te ontsnappen.
Na omzwervingen in de wildernis ontmoet hij de trol Binabik. Het tweetal gaat samen met Binabiks tamme wolf Quantaqa op weg naar Naglimund, de vesting van Jozua. Na verschillende avonturen eenmaal daar aangekomen overleggen de bondgenoten over het te volgen plan. Elias laat zijn legers optrekken richting Naglimund. De rebellen denken het beleg te kunnen weerstaan, maar weten niet dat de Nornen aan Elias kant staan. Naglimund wordt verwoest en een enorme slachting vindt plaats. Slechts een klein groepje onder leiding van Jozua weet te ontsnappen. Simon en Binabik zijn dan echter niet meer in het kasteel. Zij zijn op een speciale missie gestuurd naar het noorden. De geleerde collega's van Morgenes zijn tot de conclusie gekomen dat alleen de drie magische zwaarden Minneyar, Smart en Doorn de overwinning kunnen brengen. Simon en Binabik weten dat Elias er al één heeft en gaan op zoek naar deze resterende twee verdwenen zwaarden. Deze tocht brengt hen echter wel in de buurt van Stormpiek, de vesting van de Stormkoning. Na een ontmoeting met de Sithi besluit de Elvenprins Jiriki, die zijn leven aan Simon te danken heeft, hen te vergezellen. De groep die nu uit mensen, sithi, een trol en een wolf bestaat, vindt uiteindelijk het zwaard Doorn. Ze komen echter tegenover Ingen Jegger, een gevaarlijke volgeling van de Stormkoning, en een heuse draak te staan. Simon verdedigt zijn vrienden met het zwaard Doorn en doodt de draak. Hij raakt hierbij wel gewond. Ook Ingen Jegger raakt gewond en is voorlopig buiten spel gezet.